# Francisco de Solís Folch de Cardona
Francisco de Solís Folch de Cardona, španski rimskokatoliški duhovnik, škof in kardinal, * 16. februar 1713, Salamanca, † 21. marec 1776.

## Življenjepis
20. januarja 1749 je bil imenovan za pomožnega škofa Seville in za naslovnega nadškofa Traianopolis in Rhodope; 16. marca 1749 je prejel škofovsko posvečenje.
25. septembra 1752 je bil imenovan za nadškofa (osebni naziv) škofije Córdoba in 17. novembra 1755 za nadškofa Seville.
5. aprila 1756 je bil povzdignjen v kardinala in 26. junija 1769 je bil ustoličen kot kardinal-duhovnik Ss. XII Apostoli.